# Два дня, одна ночь
«Два дня, одна ночь» (фр. Deux jours, une nuit) — драматический фильм бельгийских режиссёров Жан-Пьера и Люка Дарденнов, вышедший на экраны в 2014 году. Главные роли в фильме исполнили Марион Котийяр и Фабрицио Ронджоне. Премьера фильма прошла на Каннском кинофестивале 2014 года.

## Сюжет
Сандра (Марион Котийяр), мать двоих детей, возвращается на работу после борьбы с депрессией и узнаёт, что работники компании, где она работает, большинством проголосовали за её увольнение, чтобы не потерять годовые бонусы. Её коллега Жюльет (Катрин Сале) убеждает руководителя компании Дюмона провести повторное голосование, так как работники были введены в заблуждение бригадиром Жаном-Марком (Оливье Гурме), говорившим о необходимости чьего-либо увольнения. У Сандры есть суббота и воскресенье на то, чтобы переговорить с четырнадцатью голосовавшими за увольнение работниками и убедить изменить мнение.
При поддержке мужа (Фабрицио Ронджоне), борясь со стеснением, Сандра обзванивает или обходит дома своих коллег, которые по-разному реагируют на её просьбу. Некоторые соглашаются отказаться от бонуса, для других он необходим, чтобы поддерживать на плаву семью. Где-то Сандра наблюдает стычки между членами одной семьи. Одна из коллег не хочет даже встречаться с Сандрой и просит дочь сказать, что её нет дома. Вечером в воскресенье Сандра, отчаявшись, принимает дозу успокоительного, чтобы покончить с собой, но отказывается от попытки, когда узнаёт, что её коллега Анна пришла к ней домой, чтобы поддержать её, расставшись из-за этого с мужем. Последний сослуживец, с которым видится Сандра, сообщает, что голосовал за увольнение, так как боялся, что ему не продлят временный договор. Он соглашается проголосовать за Сандру, когда она сообщает, что голосование будет тайным.
В понедельник голоса распределяются поровну — восемь против восьми, что означает, что результат пятничного голосования остаётся в силе. Дюмон зовёт Сандру к себе в кабинет, чтобы сообщить, что он оставляет её на работе и при этом выплатит годовые бонусы, но так как компании нужно сократить одно рабочее место, он не продлит временный трудовой договор другому работнику. Сандра отказывается занять чужое место и уходит.

## В ролях
- Марион Котийяр — Сандра
- Фабрицио Ронджоне — Ману
- Катрин Сале — Жюльетта
- Батист Сорнен — мсье Дюмон
- Пили Гройне — Эстель
- Симон Кодри — Максим
- Тимур Магомедгаджиев — Тимур
- Кристель Корниль — Анна
- Лоран Карон — Жюльен
- Оливье Гурме — Жан-Марк

## Создание и релиз
Идея фильма восходит к записи в дневнике Люка Дарденна начала 2000-х, в которой описана ситуация, лёгшая в завязку фильма, — увольнение сотрудницы под угрозой потери годовых бонусов. Съёмки проходили в бельгийской коммуне Серен (родном городе Дарденнов) в 2013 году. «Два дня, одна ночь» — первый фильм Дарденнов, в котором снялась голливудская звезда (Котийяр).
Премьера «Двух дней, одной ночи» прошла 20 мая 2014 года на Каннском кинофестивале. Фильм называли одним из главных претендентов на Золотую пальмовую ветвь (это сделало бы Дарденнов первыми в истории трёхкратными обладателями высшей награды), а Марион Котийяр — претендентом на награду лучшей актрисе, но фильм в итоге стал первой картиной Дарденнов, которая была показана в Каннах, но осталась без наград.
21 мая фильм вышел в прокат в Бельгии и Франции. В июне фильм был показан на Сиднейском кинофестивале, где завоевал главный приз.

## Темы и восприятие
Критики высоко оценили фильм, особо отмечая его композицию, следование гуманистическому началу, которого придерживались Дарденны в предыдущих работах, и игру Марион Котийяр.
По мнению Антона Долина, хотя главным героем фильма является Сандра, главный конфликт происходит внутри каждого из её коллег, которые в лице Сандры оказываются один на один с собственной совестью и должны принять какое-то решение. Поэтому фильм, вопреки первому впечатлению, является не социальной картиной о бедности и безработице, но картиной о свободе выбора и ответственности.
Питер Брэдшоу (The Guardian) рассматривает фильм Дарденнов как произведение о солидарности и перипетиях демократического принятия решений, проводя параллели с фильмом Сидни Люмета «12 разгневанных мужчин».
По словам Робби Коллина (The Telegraph), Дарденны вкладывают в фильм одновременно политическое и этическое послание; взаимное унижение, которому подвергаются Сандра и каждый её собеседник, и незримое присутствие не показываемых в этот момент работодателей создают и политическое измерение. Также Коллин восторгается игрой Котийяр, по его словам, в этом фильме показана именно депрессия, а не «театральная грусть», которая обычно замещает её в кино.

## Награды и номинации
- 2014 — участие в конкурсной программе Каннского кинофестиваля и Вальядолидского кинофестиваля.
- 2014 — приз за лучший фильм Сиднейского кинофестиваля.
- 2014 — номинация на приз зрительских симпатий Чикагского кинофестиваля.
- 2014 — премия Европейской киноакадемии в категории «лучшая европейская актриса» (Марион Котийяр), а также две номинации: лучший европейский сценарист (Жан-Пьер и Люк Дарденн), приз зрительских симпатий.
- 2014 — попадание в пятёрку лучших фильмов года на иностранном языке по версии Национального совета кинокритиков США.
- 2014 — премия Нью-йоркского общества кинокритиков за лучшую женскую роль (Марион Котийяр).
- 2014 — две номинации на премию «Спутник»: лучший международный фильм, лучшая актриса (Марион Котийяр).
- 2015 — номинация на премию «Оскар» за лучшую женскую роль (Марион Котийяр).
- 2015 — номинация на премию BAFTA за лучший неанглоязычный фильм (Жан-Пьер и Люк Дарденн, Дени Фрейд).
- 2015 — две номинации на премию «Сезар»: лучшая актриса (Марион Котийяр), лучший зарубежный фильм (Жан-Пьер и Люк Дарденн).
- 2015 — три премии «Магритт» (Бельгия): лучший фильм, лучший режиссёр (обе — Жан-Пьер и Люк Дарденн), лучший актёр (Фабрицио Ронджоне). Кроме того, лента получила 6 номинаций: лучший сценарий (Жан-Пьер и Люк Дарденн), лучшая актриса второго плана (Катрин Сале и Кристель Корниль), лучшая работа художника (Игорь Габриэль), лучший монтаж (Мари-Элен Дозо), лучший звук (Бенуа де Клерк, Томас Гаудер).
- 2015 — премия «Золотой жук» за лучший зарубежный фильм (Жан-Пьер и Люк Дарденн).
- 2015 — номинация на премию «Бодиль» за лучший неамериканский фильм (Жан-Пьер и Люк Дарденн).
- 2015 — две номинации на премию Лондонского кружка кинокритиков: лучший фильм на иностранном языке, лучшая актриса (Марион Котийяр).
- 2015 — премия «Люмьер» за лучший франкоязычный зарубежный фильм (Жан-Пьер и Люк Дарденн).
- 2015 — премия Национального общества кинокритиков США за лучшую женскую роль (Марион Котийяр).
- 2016 — номинация на премию Ассоциации кинокритиков Аргентины за лучший неиспаноязычный зарубежный фильм (Жан-Пьер и Люк Дарденн).